# Pavoraja
Genre
Pavoraja est un genre de raie.

## Liste des espèces
- Pavoraja alleni McEachran et Fechhelm, 1982
- Pavoraja nitida (Günther, 1880)